# Edmond Adolphe de Rothschild
Edmond Adolphe Maurice Jules Jacques de Rothschild (Pariz, Francuska, 30. rujna 1926. – Ženeva, Švicarska, 2. studenoga 1997.), francuski bankar iz švicarske linije francuske loze bogate židovske obitelji Rothschild. Godine 1953. osnovao je Edmond de Rothschild Group.

## Životopis
Rođen je kao jedino dijete u obitelji baruna Mauricea de Rothschilda (1881. – 1957.) i Noémie Halphen de Rothschild (1888. – 1968.). Njegov djed bio je Edmond Jakob de Rothschild (1845. – 1934.), a pradjed Jakob Mayer Rothschild (1792. – 1868.). Edmondov otac Maurice izgubio je francusko državljanstvo 1940. godine jer se protivio kvinsliškom režimu maršala Philippea Pétaina (1856. – 1951.), zbog čega se obitelj morala preseliti u Švicarsku.
Pohađao je međunarodnu srednju školu u Ženevi, a studirao je na Sveućilištu u Ženevi i na pravnom fakultetu u Parizu. Po završetku studija, zaposlio se u obiteljskoj banci  de Rothschild Frères u Parizu, gdje je radio tri godine. Godine 1953. osnovao je svoju prvu tvrtku Compagnie Financière Edmond de Rothschild, da bi 1965. godine utemeljio privatnu banku Banque Privée Edmond de Rothschild. Godine 1973. kupio je većinski udio u Bank of California za 22 milijuna USD i koristio je za svoje investicije u SAD-u. Tu je banku prodao 1984. godine zaradivši triput više od stvarne vrijednosti. Godine 1982. kupio je 10 % udjela u tvrtci Rothschild & Co njegova rođaka Davida (r. 1942.), a suradnja je trajala do 2018. godine kada su riješene obiteljske nesuglasice oko komercijalne uporabe imena Rothschild.
Godine 1972. kupio je vinogradarsko imanje Château Clarke iz 12. stoljeće te ga je unaprijedio i počeo proizvodnju kvalitetnog vina. Podupirao je interese Židova i države Izrael.

### Privatni život
Godine 1958. oženio je bugarsku umjetnicu Veselinku Vladovu Gueorguievu, ali su se razveli već 1960. godine.
Godine 1963. oženio je Nadine Lhopitalier i iste je godine s njom dobio jedino dijete, sina Benjamina.